# Mankato (Kansas)
Mankato é uma cidade localizada no estado americano de Kansas, no Condado de Jewell.

## Demografia
Segundo o censo americano de 2000, a sua população era de 976 habitantes. Em 2006, foi estimada uma população de 837 habitantes, um decréscimo de 139 habitantes (-14.2%).

## Geografia
De acordo com o United States Census Bureau tem uma área de 2,6 quilômetros quadrados, dos quais 2,6 quilômetros quadrados cobertos por terra e 0,0 quilômetros quadrados cobertos por água.

## Localidades na vizinhança
O diagrama seguinte representa as localidades num raio de 24 quilômetros ao redor de Mankato.